# Korowcowate
Korowcowate, rozwałkowate (Aradidae) - rodzina owadów z podrzędu pluskwiaków różnoskrzydłych. Rodzina kosmopolityczna, choć większość występuje w regionach tropikalnych i subtropikalnych. Reprezentowana przez ok. 2000 gatunków w ok. 200 rodzajach. W Polsce występuje 18 gatunków (zobacz: korowcowate Polski). 
Przedstawiciele tej rodziny mają silnie spłaszczone ciało i są przystosowane do życia pod łuskami kory. 
Znaczenie gospodarcze ma jedynie korowiec sosnowy (Aradus cinnamomeus) – nimfy i osobniki dorosłe żywią się sokami wysysanymi z miazgi, łyka i drewna, zaburzając wzrost i rozwój drzew.